# مكتو
مكتو هي قرية في مقاطعة هشترود، إيران. عدد سكان هذه القرية هو 168 في سنة 2006.